# 可逆計算
可逆計算（英語：Reversible Computing），是一種計算模型，它的計算過程是可逆的。在這種計算模型中，使用的能量很低，熵的增加會最小化，換句話說，它幾乎不會產生額外的熱。
在可逆計算模型中，轉換函數的前一個狀態，與下一個狀態之間的關係，是一對一的反函數。因此，它的邏輯閘，除了產生出我們想要的答案之外，還需要包含許多額外的位元，用以記憶運算的歷史。最早提出可逆計算的先驅，是IBM的工程師羅夫·蘭道爾（Rolf Landauer）。

## 可逆电路
对于可逆电路的实现，人们一般以逻辑门为模型研究可逆计算，并计算能量消耗，确定极限。例如，非门是可逆的，因为它的操作可以取消。异或门不可逆，因为它的输出无法明确一对一地映射回它的输入。不过，可控非门（CNOT），通过保存一个输入状态，成为异或门的可逆版本。具有三个输入端的可控非门称作 Toffoli 门。它保留了两个输入 {\displaystyle a} 与 {\displaystyle b}，而把第三个输入替换为 {\displaystyle c\oplus (a\cdot b)}。当 {\displaystyle c=1} 时，其操作为与非门，而与非门是一种通用逻辑门。这样， Toffoli 门可以实现所有的可逆布尔函数。